# École d'application du Corps royal d'état-major

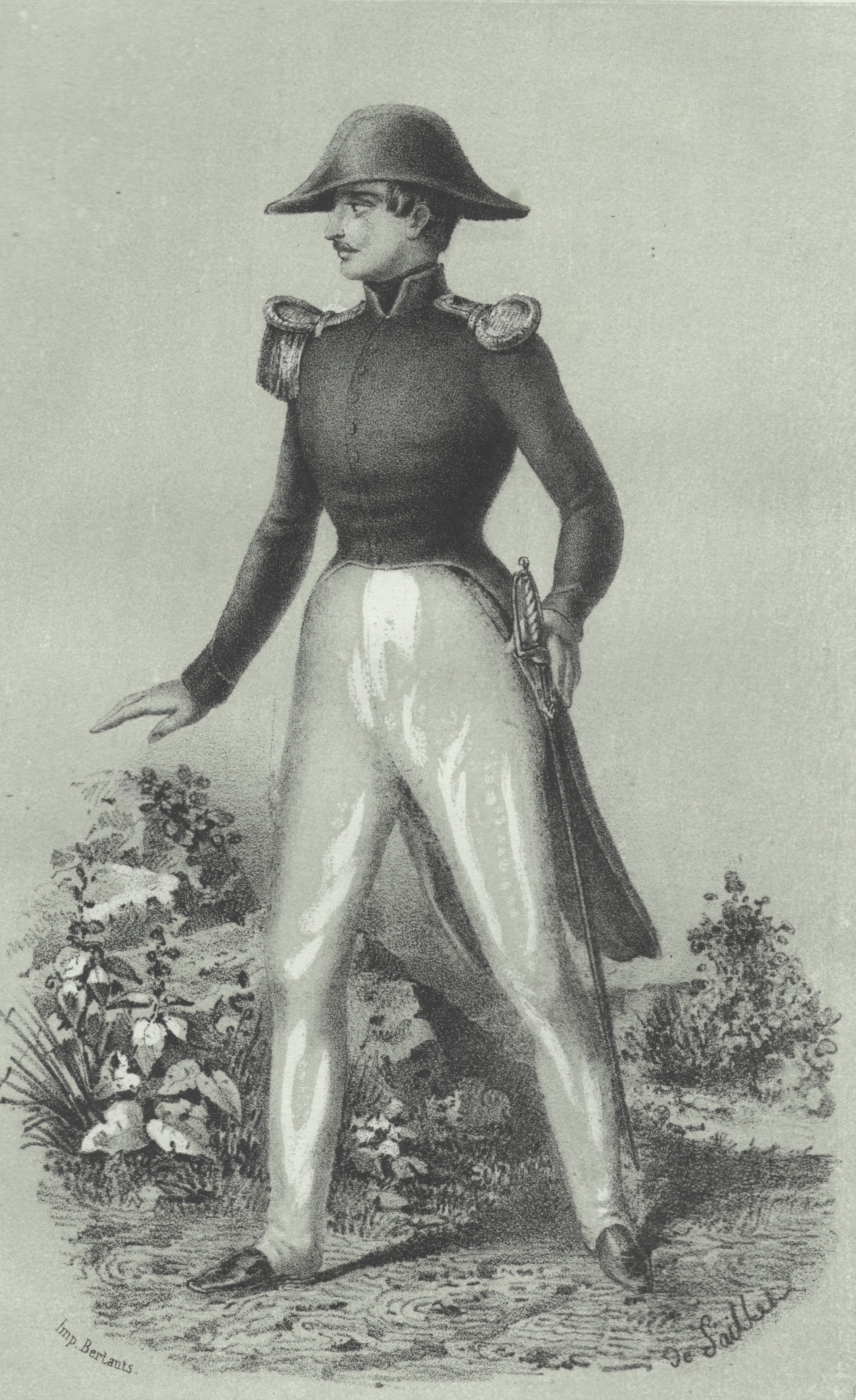
Uniforme de l'École d'application du Corps royal d'état-major sous la Restauration.

L'École d'application du Corps royal d'état-major est créée le 6 mai 1818 par le maréchal Gouvion Saint-Cyr. Son rôle est de parfaire l'instruction des meilleurs élèves de Saint-Cyr et de Polytechnique.

## Histoire

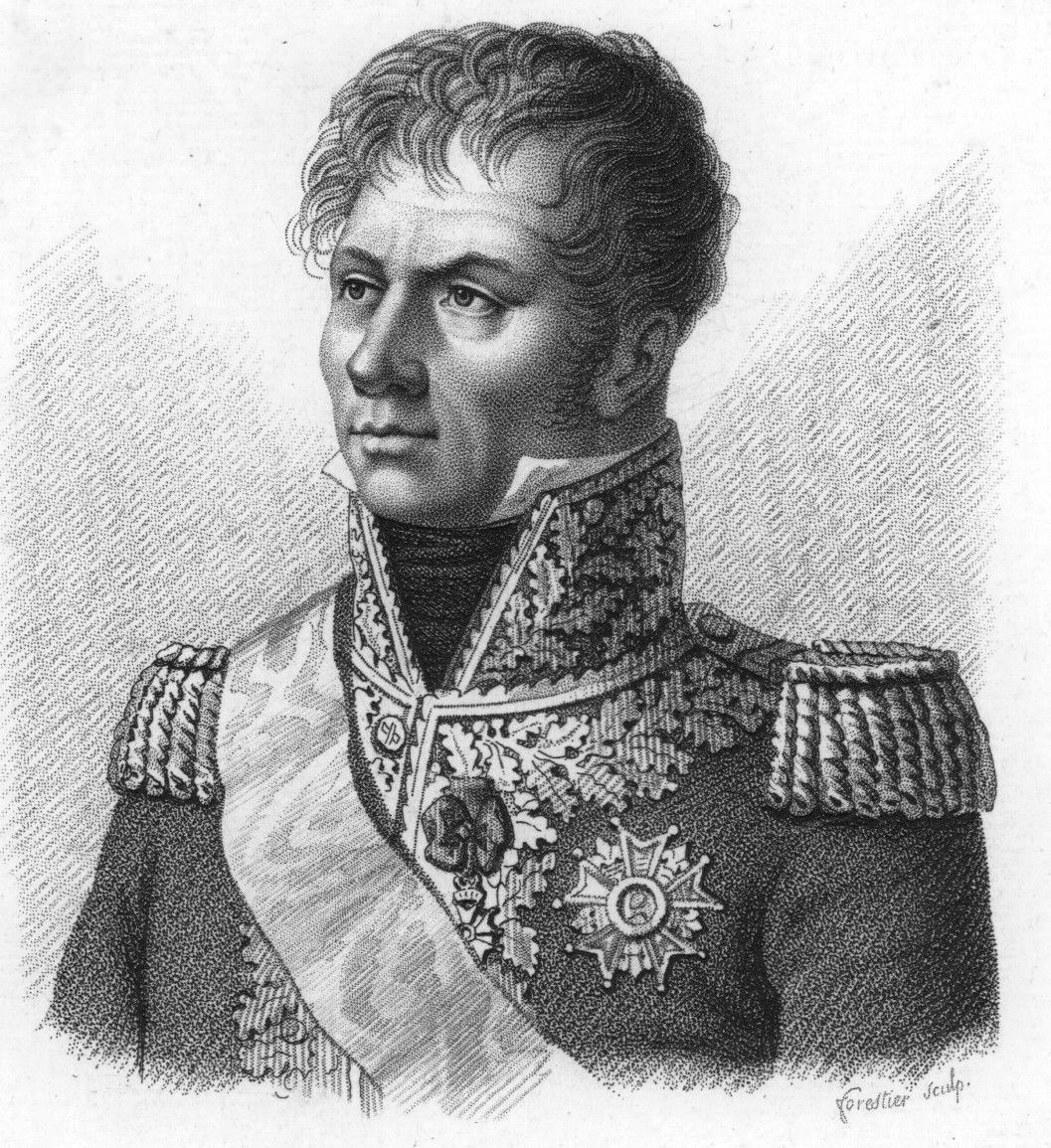
Laurent de Gouvion-Saint-Cyr, fondateur de l'École d'application du Corps royal d'état-major

Avant la réunion en un Corps royal d'état-major de tous les officiers travaillant employés aux états-majors et remplissant les fonctions d'aides de camp, ces officiers étaient choisis parmi ceux de la troupe rentraient souvent au corps après la campagne. L'école d'application du Corps royal d'état-major est créée à Paris dans le but de fournir aux services de l'état-major des hommes instruits. La création du Corps royal d'état-major rendait obligatoire la création d'une école spéciale.
Par l'ordonnance du 6 mai 1818 Laurent de Gouvion-Saint-Cyr, ministre de la guerre de 1817 à 1819 fixe le nombre de colonels d'état-major et celui des lieutenants-colonels à 30. Le nombre des chefs de bataillon est limité à 90.
L'instruction scientifique est confiée à des officiers d'état-major.
Le général François Alexandre Desprez, ancien polytechnicien, ancien aide de camp de Joseph Bonaparte, qui avait pris part à la bataille d'Ulm, à la bataille d'Austerlitz, fait les campagnes d'Espagne et de Russie avait été nommé maréchal de camp à la Restauration. Mais pendant les Cent-Jours il avait choisi d'être à nouveau l'aide de camp de Joseph Bonaparte, il est néanmoins du fait de ses relations le premier commandant de l'École d'application du Corps royal d'état-major. Le général d'Hautpoul lui succédera. En 1840, c'est le général Amédée Caminade
L'école est en 1823 au 2 rue de Bourbon, mais, elle déménage, cette année-là, rue de Varennes, au no 26 à l'hôtel de Villeroy, où il reste jusqu'en 1827 ; en 1842, il se trouve dans l'ancien hôtel de Sens, rue de Grenelle.

## Recrutement

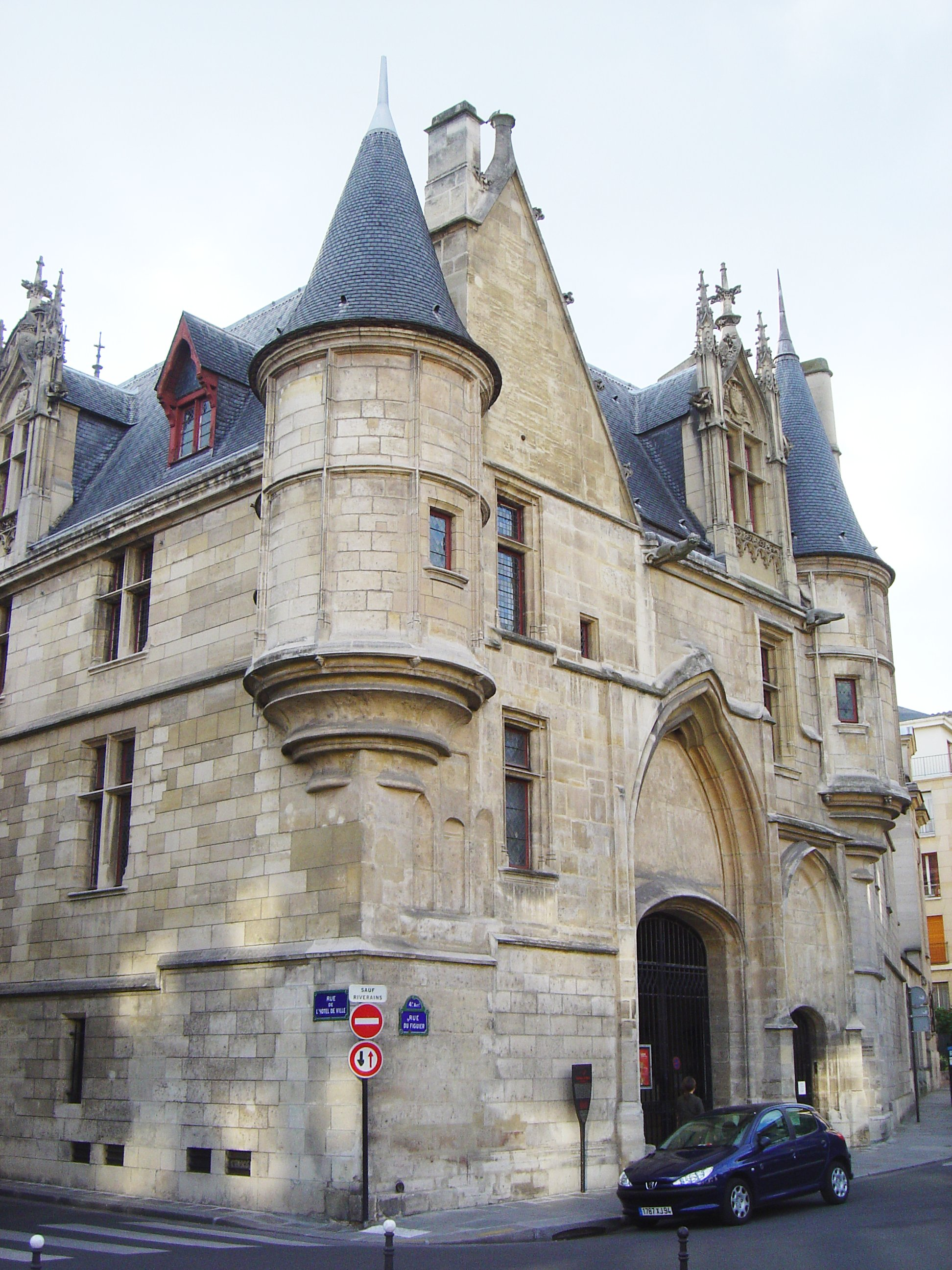
L'École d'application du Corps royal d'état-major est installée en 1842 dans l'hôtel de Sens

Le nombre des élèves est de 50. Trente viennent de Polytechnique et vingt de Saint-Cyr ou d'une sélection de sous-lieutenants en activité, âgés de moins de 25 ans. La durée des études est de 2 ans. Huit mois sont consacrés à des travaux intérieurs, trois mois à des travaux extérieurs, le dernier mois aux examens. À la sortie de leurs études les lieutenants sont détachés pendant deux dans un régiment d'infanterie et ensuite deux dans un régiment de cavalerie.
L'enseignement comporte des mathématiques, de la géométrie descriptive, de la physique, de la chimie, de la cosmographie, de la géographie, de la topographie, des cours d'artillerie, des études des différentes forteresses, une instruction théorique et pratique sur les manœuvres de cavalerie et d'infanterie. L'élève doit aussi se perfectionner, en équitation, en danse, en escrime, en langues étrangères, connaitre tous les règlements de l'administration militaire. Ajoutons à cela l'histoire des peuples, l'histoire des guerres, l'art militaire, la littérature, le latin et la rhétorique, sans oublier bien entendu les différents travaux graphiques.
Cette carrière est déconseillée aux jeunes gens par Alexandre de Saillet, dans son livre Les Écoles royales de France. Il signale aussi que les frais de livres sont de 140 francs, ceux d'uniformes de 800 francs et que les élèves officiers doivent se nourrir par eux-mêmes (traiteurs ou restaurants) et payer au Conseil d'administration les gages de domestiques attachés à l'école. Ils touchent pour cela 1,450 francs, puis leur traitement est de 1,800 francs.
Néanmoins l'École d'application du Corps royal d'état-major attire l'élite des jeunes aristocrates riches, attirés par le bon ton et les manières élégantes des autres élèves, les fêtes à la Cour, la possibilité de devenir ambassadeur ou général. Mais ces promotions vont être des plus rares et ces officiers sortis d'une grande école vont surtout susciter la jalousie des officiers sortis du rang.
Cette école est aujourd'hui remplacée par l'École d'état-major.